# Rajd Argentyny 2003
Rezultaty Rajdu Argentyny (23º Rally Argentina), eliminacji Rajdowych Mistrzostw Świata w 2003 roku, który odbył się w dniach 8 – 11 maja. Była to piąta runda czempionatu w tamtym roku i trzecia szutrowa, a także trzecia w Production Cars WRC. Bazą rajdu było miasto Villa Carlos Paz. Zwycięzcami rajdu została fińska załoga Marcus Grönholm i Timo Rautiainen jadąca Peugeotem 206 WRC. Wyprzedzili oni Hiszpanów Carlosa Sainza i Marca Martíego w Citroënie Xsarze WRC oraz Brytyjczyków Richarda Burnsa i Roberta Reida w Peugeocie 206 WRC. Z kolei w Production Cars WRC zwyciężyła japońsko-nowozelandzka para Toshihiro Arai/Tony Sircombe, jadący Subaru Imprezą WRX STi.
Rajdu nie ukończyło sześciu kierowców fabrycznych. Fin Tommi Mäkinen w Subaru Imprezie WRC wycofał się na 20. odcinku specjalnym z powodu wypadku. Estończyk Markko Märtin w Fordzie Focusie WRC wycofał się na 21. odcinku specjalnym na skutek zbyt wysokiego ciśnienia oleju. Z kolei Niemiec Armin Schwarz w Hyundaiu Accencie WRC wycofał się na 24. oesie z powodu awarii silnika. Jego partner z zespołu Belg Freddy Loix również miał awarię silnika, na 6. oesie, a Szkot Colin McRae w Citroënie Xsarze WRC nie ukończył rajdu z powodu wypadku i pożaru na 9. oesie. Natomiast jego partner z zespołu Francuz Sébastien Loeb odpadł na 20. oesie (wypadek).

## Klasyfikacja ostateczna (punktujący zawodnicy)
| Miejsce  | Zawodnik             | Pilot                | Samochód                | Czas      | Strata   | Grupa | Punkty |
| WRC      | WRC                  | WRC                  | WRC                     | WRC       | WRC      | WRC   | WRC    |
| -------- | -------------------- | -------------------- | ----------------------- | --------- | -------- | ----- | ------ |
| 1.       | Marcus Grönholm      | Timo Rautiainen      | Peugeot 206 WRC         | 4:14:45.0 |          | A8 M  | 10     |
| 2.       | Carlos Sainz         | Marc Martí           | Citroën Xsara WRC       | 4:15:11.6 | +26.6    | A8 M  | 8      |
| 3.       | Richard Burns        | Robert Reid          | Peugeot 206 WRC         | 4:15:57.8 | +1:12.8  | A8 M  | 6      |
| 4.       | Harri Rovanperä      | Risto Pietiläinen    | Peugeot 206 WRC         | 4:17:04.3 | +2:19.3  | A8 M  | 5      |
| 5.       | Petter Solberg       | Phil Mills           | Subaru Impreza WRC      | 4:17:56.4 | +3:11.4  | A8 M  | 4      |
| 6.       | Didier Auriol        | Denis Giraudet       | Škoda Octavia WRC       | 4:22:43.5 | +7:58.5  | A8 M  | 3      |
| 7.       | Toni Gardemeister    | Paavo Lukander       | Škoda Octavia WRC       | 4:23:18.7 | +8:33.7  | A8 M  | 2      |
| 8.       | François Duval       | Stéphane Prévot      | Ford Focus WRC          | 4:26:40.3 | +11:55.3 | A8 M  | 1      |
| PCWRC    |                      |                      |                         |           |          |       |        |
| 1. (9.)  | Toshihiro Arai       | Tony Sircombe        | Subaru Impreza WRX STi  | 4:34:46.7 |          | N4    | 10     |
| 2. (12.) | Daniel Solà          | Alex Romaní          | Mitsubishi Lancer Evo 7 | 4:36:56.3 | +2:09.6  | N4    | 8      |
| 3. (13.) | Karamjit Singh       | Allen Oh             | Proton Pert             | 4:38:13.4 | +3:26.7  | N4    | 6      |
| 4. (14.) | Giovanni Manfrinato  | Claudio Condotta     | Mitsubishi Lancer Evo 6 | 4:39:11.9 | +4:25.2  | N4    | 5      |
| 5. (18.) | Alfredo De Dominicis | Giovanni Bernacchini | Mitsubishi Lancer Evo 7 | 4:59:51.0 | +25:04.3 | N4    | 4      |
| 6. (22.) | Ricardo Triviño      | Jorge González       | Mitsubishi Lancer Evo 7 | 5:16:34.3 | +41:47.6 | N4    | 3      |
| 7. (24.) | Riccardo Errani      | Stefano Casadio      | Mitsubishi Lancer Evo 6 | 5:31:12.3 | +56:25.6 | N4    | 2      |

1. ↑  Litera M przy oznaczeniu grupy do której należy samochód oznacza, iż tylko ci kierowcy zdobywali punkty dla swoich zespołów liczonych w klasyfikacji producentów na koniec sezonu.

## Zwycięzcy odcinków specjalnych
| Dzień       | Odcinek | G. rozp. | Nazwa                                   | Długość  | Zwycięzca                 | Czas    | Lider rajdu     |
| ----------- | ------- | -------- | --------------------------------------- | -------- | ------------------------- | ------- | --------------- |
| 1 (8 maja)  | SS1     | 19:35    | Complejo Pro-Racing (Lane A)            | 3,02 km  | Marcus Grönholm           | 2:09.7  | Marcus Grönholm |
| 1 (8 maja)  | SS2     | 19:40    | Complejo Pro-Racing (Lane B)            | 3,02 km  | Richard Burns             | 2:09.4  | Marcus Grönholm |
| 2 (9 maja)  | SS3     | 08:50    | El Reposo – Los Sauces 1                | 10,03 km | Marcus Grönholm           | 5:44.9  | Marcus Grönholm |
| 2 (9 maja)  | SS4     | 09:17    | Canada de Rio Pinto – Villa Albertina 1 | 10,91 km | Marcus Grönholm           | 7:43.4  | Marcus Grönholm |
| 2 (9 maja)  | SS5     | 09:39    | Villa Albertina – Ischilin 1            | 15,17 km | Tommi Mäkinen             | 8:54.5  | Marcus Grönholm |
| 2 (9 maja)  | SS6     | 10:11    | Museo Fader – Ongamira 1                | 18,49 km | Carlos Sainz              | 10:12.7 | Marcus Grönholm |
| 2 (9 maja)  | SS7     | 12:02    | La Falda – Villa Giardino 1             | 9,37 km  | Carlos Sainz              | 6:25.1  | Marcus Grönholm |
| 2 (9 maja)  | SS8     | 12:30    | La Cumbre – Agua de Oro 1               | 21,70 km | Harri Rovanperä           | 18:47.6 | Marcus Grönholm |
| 2 (9 maja)  | SS9     | 13:20    | Ascochinga – La Cumbre 1                | 28,83 km | Carlos Sainz              | 19:07.4 | Carlos Sainz    |
| 2 (9 maja)  | SS10    | 14:32    | El Reposo – Los Sauces 2                | 10,03 km | Markko Märtin             | 5:38.4  | Carlos Sainz    |
| 2 (9 maja)  | SS11    | 15:59    | Canada de Rio Pinto – Villa Albertina 2 | 10,91 km | Marcus Grönholm           | 7:38.2  | Carlos Sainz    |
| 2 (9 maja)  | SS12    | 16:21    | Villa Albertina – Ischilin 2            | 15,17 km | Marcus Grönholm           | 8:47.5  | Carlos Sainz    |
| 2 (9 maja)  | SS13    | 16:53    | Museo Fader – Ongamira 2                | 18,49 km | Markko Märtin             | 9:49.6  | Carlos Sainz    |
| 3 (10 maja) | SS14    | 08:50    | Capilla del Monte – San Marcos Sierra 1 | 23,02 km | odcinek anulowany         | –       | Carlos Sainz    |
| 3 (10 maja) | SS15    | 09:23    | San Marcos Sierra – Charbonier 1        | 9,61 km  | 8 zawodników ten sam czas | 6:33.7  | Carlos Sainz    |
| 3 (10 maja) | SS16    | 10:14    | San Marcos Sierra – Cuchi Corral 1      | 22,57 km | Carlos Sainz              | 13:13.6 | Carlos Sainz    |
| 3 (10 maja) | SS17    | 15:49    | Villa Allende 1                         | 19,19 km | Marcus Grönholm           | 13:17.0 | Carlos Sainz    |
| 3 (10 maja) | SS18    | 13:08    | Carlos Paz – Cabalango                  | 14,81 km | Marcus Grönholm           | 10:08.3 | Carlos Sainz    |
| 3 (10 maja) | SS19    | 13:36    | Tanti – Cosquin                         | 9,50 km  | Carlos Sainz              | 5:52.1  | Markko Märtin   |
| 3 (10 maja) | SS20    | 15:34    | Capilla del Monte – San Marcos Sierra 2 | 23,02 km | Marcus Grönholm           | 17:06.5 | Markko Märtin   |
| 4 (11 maja) | SS21    | 08:30    | Capilla del Monte – San Marcos Sierra 3 | 23,02 km | Marcus Grönholm           | 16:49.2 | Marcus Grönholm |
| 4 (11 maja) | SS22    | 09:00    | San Marcos Sierra – Cuchi Corral 2      | 22,57 km | Carlos Sainz              | 13:04.6 | Marcus Grönholm |
| 4 (11 maja) | SS23    | 10:32    | La Falda – Villa Giardino 2             | 9,07 km  | Marcus Grönholm           | 6:24.4  | Marcus Grönholm |
| 4 (11 maja) | SS24    | 11:00    | La Cumbre – Agua de Oro 2               | 21,70 km | Marcus Grönholm           | 18:23.6 | Marcus Grönholm |
| 4 (11 maja) | SS25    | 11:50    | Ascochinga – La Cumbre 2                | 28,83 km | Carlos Sainz              | 18:36.5 | Marcus Grönholm |

## Klasyfikacja po 5 rundach
Tabele przedstawiają tylko pięć pierwszych miejsc.

### Kierowcy
| Lp. | Kierowca        | Pkt |
| --- | --------------- | --- |
| 1   | Richard Burns   | 32  |
| 2   | Marcus Grönholm | 30  |
| 3   | Carlos Sainz    | 24  |
| 4   | Sébastien Loeb  | 17  |
| 5   | Colin McRae     | 17  |

### Producenci
| Lp. | Producent              | Pkt |
| --- | ---------------------- | --- |
| 1   | Marlboro Peugeot Total | 65  |
| 1   | Citroën Total          | 52  |
| 3   | Ford Rallye Sport      | 29  |
| 4   | 555 Subaru WRT         | 27  |
| 5   | Škoda Motorsport       | 19  |